# Dove corri Joe?
Dove corri Joe? (Run, Joe, Run) è una serie televisiva statunitense in 26 episodi andati in onda nel corso di due stagioni dal 1974 al 1976.

## Trama
La serie racconta del cane da pastore tedesco Joe che un giorno, durante un corso di addestramento presso un corpo militare, viene ingiustamente accusato di aver attaccato il suo addestratore e condannato alla morte, ma riesce a fuggire. Il sergente Corey, del corpo di addestratori, sa che l'animale è innocente e si mette sulle sue tracce prima che lo trovi il Corpo K9.
Durante la seconda stagione, il sergente Corey, non avendo mai trovato Joe (anche se gli era sempre stato alle calcagna), viene richiamato in servizio mentre Joe viene affidato al giovane Josh McCoy (interpretato da Chad States), e continua ad aiutare gli altri, per tutto il tempo ancora in fuga.

## Personaggi
- Joe (1974-1976), interpretato dal pastore tedesco Heinrich.
- Sergente William Corey (1974-1975), interpretato da Arch Whiting.
- Josh McCoy (1975-1976), interpretato da Chad States.
- Julie, interpretata da Susan Alpern.
- Narratore, voce originale Paul Frees.

## Episodi
| Stagione         | Episodi | Prima TV originale |
| ---------------- | ------- | ------------------ |
| Prima stagione   | ?       | 1974-1975          |
| Seconda stagione | ?       | 1975-1976          |